# Raversijde
Raversijde és un veïnat de Bèlgica a la província Flandes Occidental. Fins al 1971 pertanyia al municipi de Middelkerke i l'1 de gener va ser annexat per Oostende. El 2014 tenia 1528 habitants. Es troba a l'est del barri de Mariakerke a la ciutat d'Oostende, a la vora del mar del Nord.
El nom prové d'un assentament de pescadors Walraversijde a l'antiga illa de Testerep del segle x a XII que va ser arasat durant el Setge d'Oostende (1601-1604). Només en va quedar la torre de l'església que va servir de far fins a 1860, quan va ser enderrocada.
El poble nou —fins al segle xix només un caseriu d'unes poques cases de pescadors i cistellers i unes masies disperses– es va construir una mica més terra endins. Amb la fortuna acumulada per l'explotació de la població de la seva colònia personal al Congo, el rei Leopold II de Bèlgica va fer moltes obres a Oostende i va adquirir un terreny d'uns cinquanta hectàrees on va construir un xalet en estil nòrdic. Va ser enderrocat durant la Primera Guerra Mundial, quan l'exèrcit prussià el 1915 hi va instal·lar la Bateria Aquisgrà. Van crear tres pous per d'aigua potable, dels quals un, la «Font Bàrbara», dedicada a Bàrbara de Nicomèdia, patrona dels artilleristes, va ser conservada fins avui. El 16 d'octubre del 1918, els alemanys van inhabilitar els canons i abandonar la posició. Després de la guerra la posició, considerada com una obra mestra de l'arquitectura militar, va ser estudiada per pèrits militars belgues.
Des del 1942, durant la Segona Guerra Mundial, Raversijde va ser integrat en el Mur Atlàntic, la línia de defensa de 5300 km des de la frontera espanyola fins a les Illes Frisones. Cada posició era concebuda per tal de poder viure en autarquia durant seixanta dies. Després de la guerra, la major part de les instal·lacions alemanyes que es trobaven fora de la finca reial van ser enderrocades. Carles de Bèlgica, el besnebot de Leopold II i nou propietari va instar que es conservin les instal·lacions militars a l'interior de la seva finca. El 1981, Carles la va vendre a l'estat belga. Després va ser restaurada i oberta al públic.
Des dels anys 1960 es va urbanitzar una part del dic de mar, amb els gratacels de formigó de qualitat estètica mediocre, típics de tota la costa belga, que irònicament es diu «Atlantikwall» sigui «muralla atlàntica».

## Llocs d'interès
- El parc provincial Domein Raversijde i la Finca Reial amb:
  - El museu a l'aire lliure de l'Atlantikwall
  - L'emplaçament arqueològic del poble Walraversijde
  - Unes cases de pescadors reconstruïdes
  - El museu commemoratiu de Carles de Bèlgica
- La platja

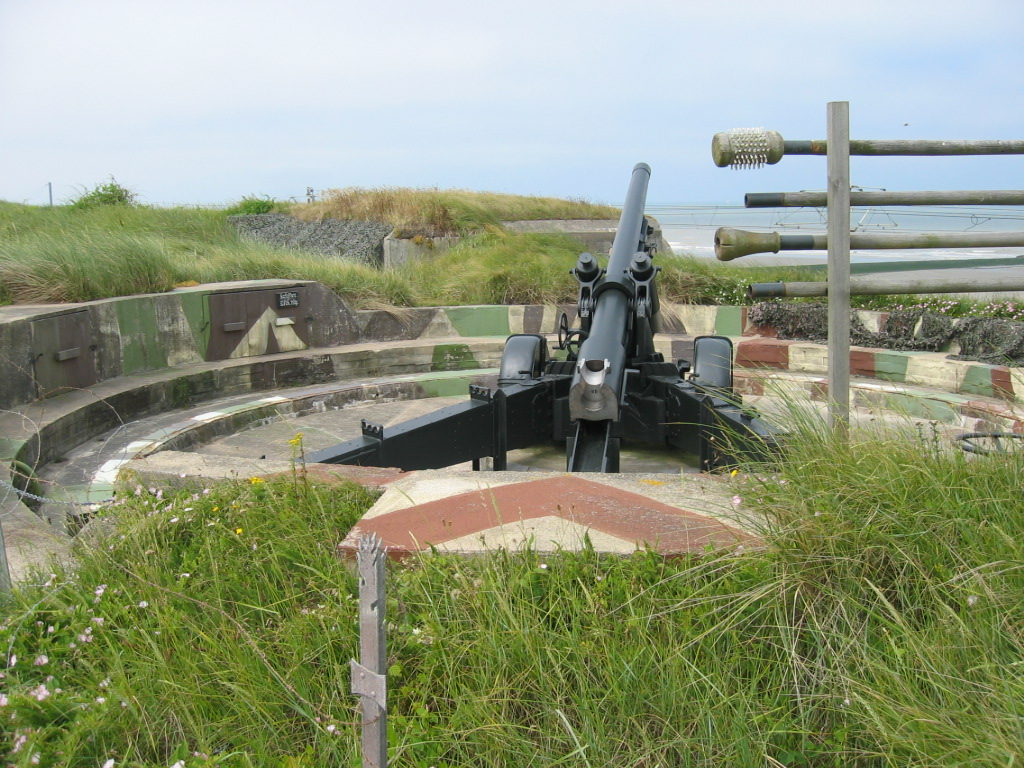
Atlantikwall (Mur Atlàntic)
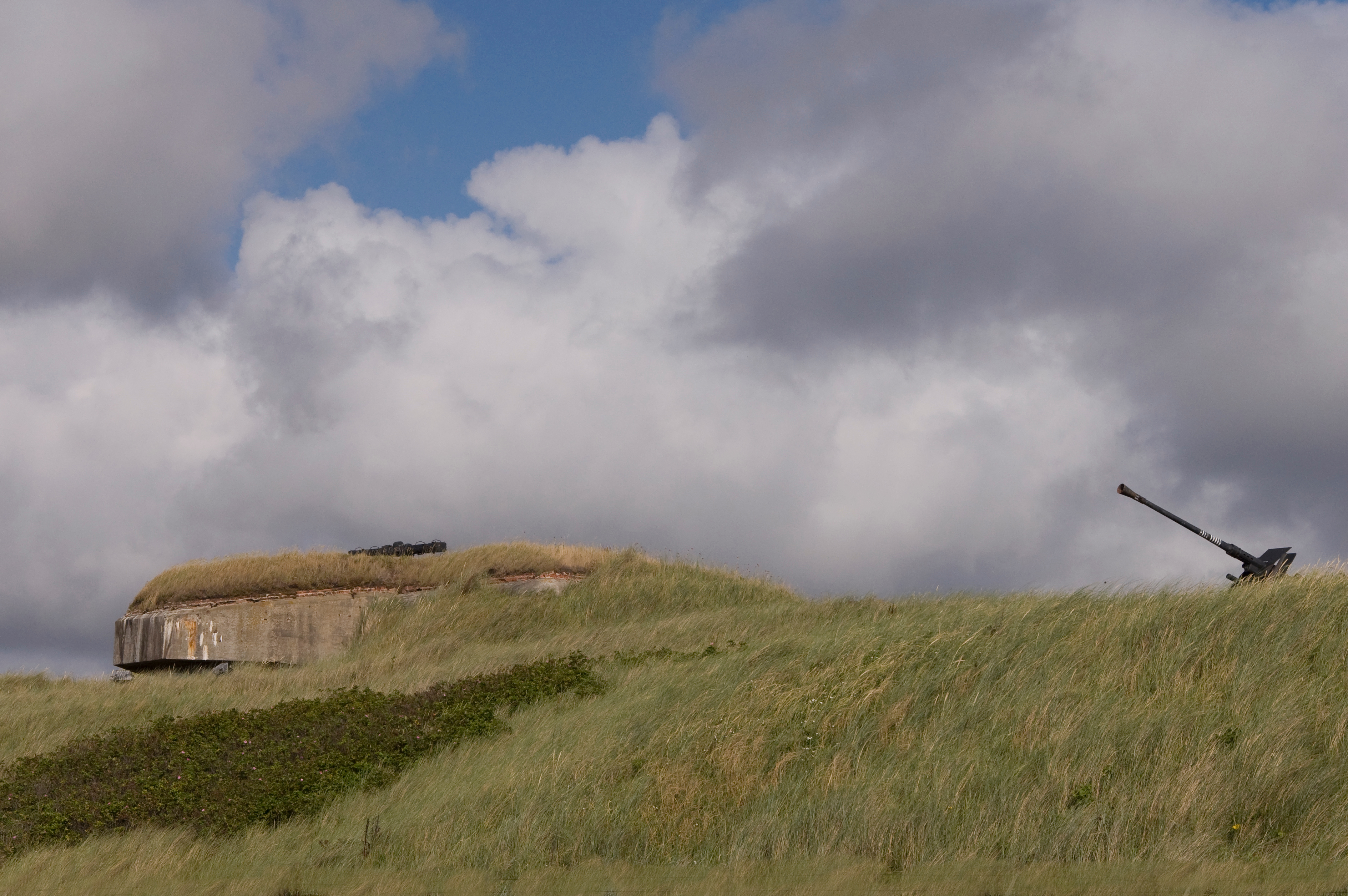
Un búnquer
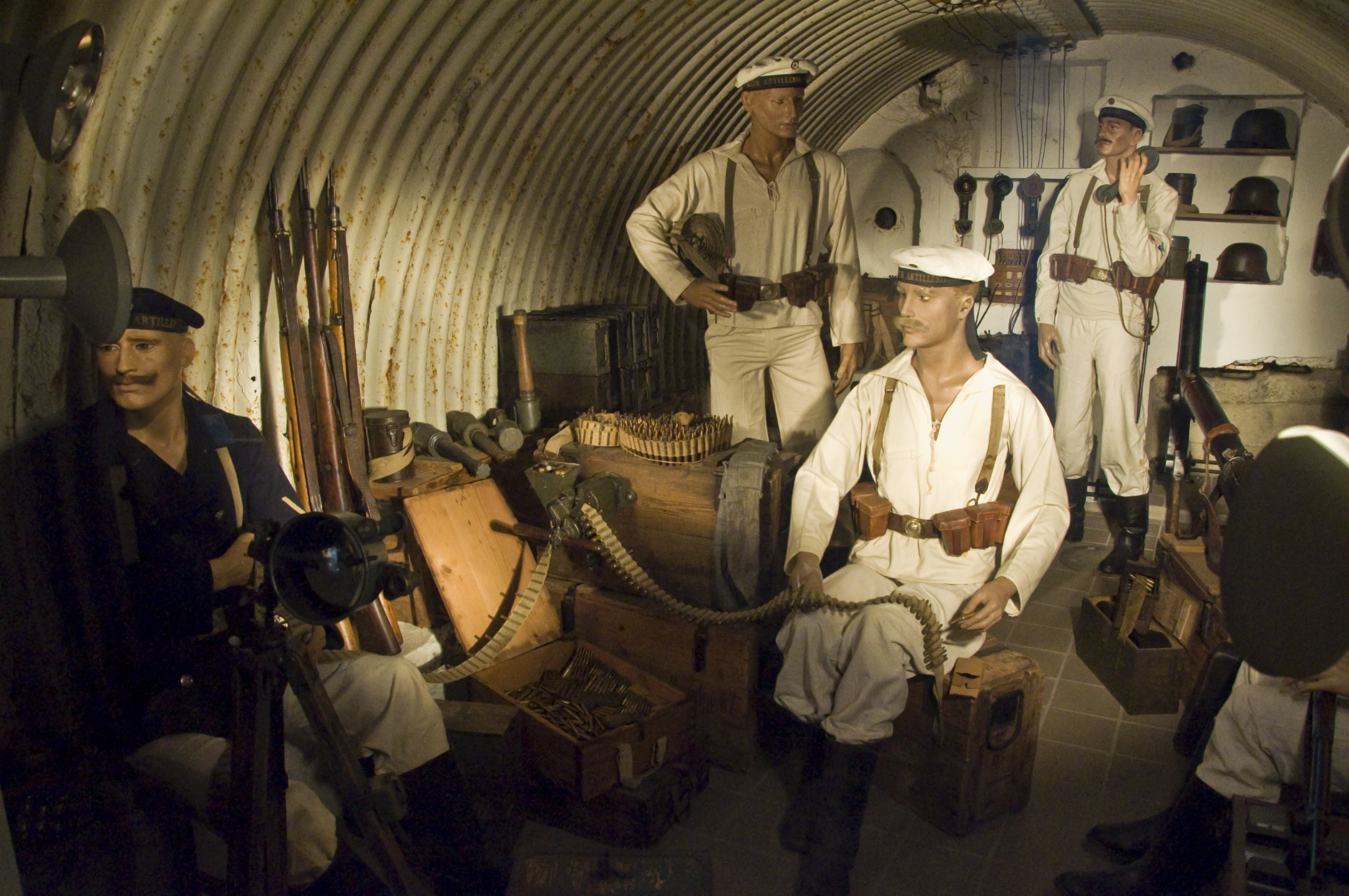
Refugi antiaeri
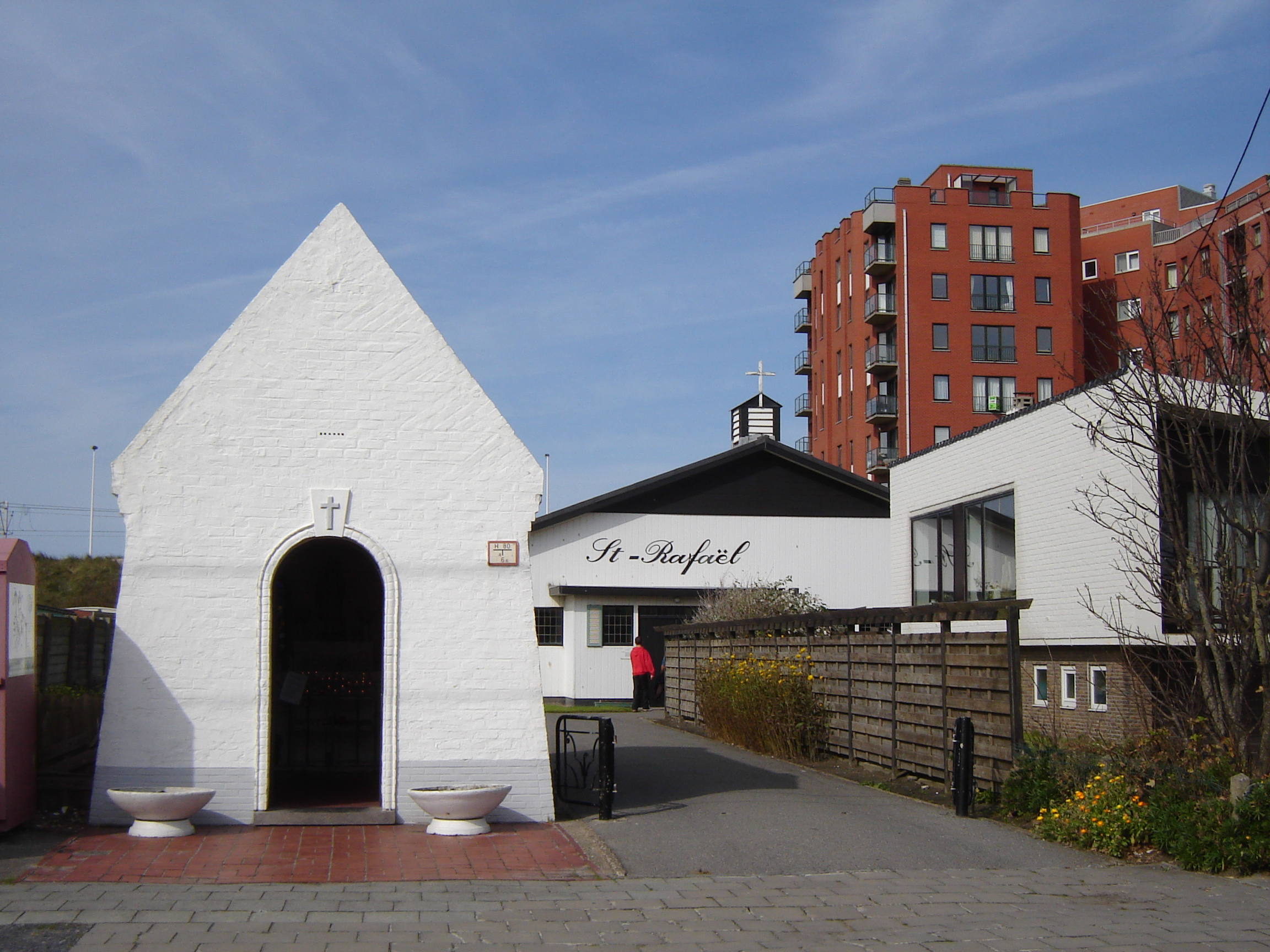
Capella de la Mare de Déu i església de Rafael